# قرار مجلس الأمن التابع للأمم المتحدة رقم 1452
قرار مجلس الأمن التابع للأمم المتحدة رقم 1452، المتخذ بالإجماع في 20 كانون الأول / ديسمبر 2002، بعد التذكير بالقرارات 1267 (1999) و1333 (2000) و1363 (2001) و1368 (2001) و1390 (2001) بشأن تنظيم القاعدة وحركة طالبان والإرهاب وقرر المجلس عدم تطبيق العقوبات المالية المفروضة على المنظمات على نفقات الغذاء والإيجار والأدوية والرعاية الطبية والتأمين الصحي والرسوم المهنية.
وأكد مجلس الأمن من جديد القرار 1373 (2001) وتصميمه على تسهيل تنفيذ التزامات مكافحة الإرهاب. وبموجب الفصل السابع من ميثاق الأمم المتحدة، أعفى مجلس الأمن الأموال اللازمة لتغطية النفقات الأساسية مثل الطعام والإيجار والرعاية الطبية والأتعاب المهنية والنفقات غير العادية من العقوبات المالية المفروضة على أسامة بن لادن وطالبان والقاعدة. وفي الوقت نفسه، قرر أن الحكم بعدم تجميد الحسابات لأسباب إنسانية لم يعد ساريًا. يمكن للدول أيضًا أن تسمح بإضافة الفوائد أو المكاسب الأخرى إلى الحسابات.

## روابط خارجية
- نص القرار في undocs.org